# Afroneta tristis
Afroneta tristis là một loài nhện trong họ Linyphiidae.
Loài này thuộc chi Afroneta. Afroneta tristis được Merrett miêu tả năm 2004.